# Yffiniac
Yffiniac (en bretó Ilfinieg, gal·ló  Finia) és un municipi francès, situat a la regió de Bretanya, al departament de Costes del Nord. L'any 2005 tenia 4.664 habitants. Limita amb els municipis de Langueux, Trégueux, Hillion, Plédran, Pommeret i Quessoy.

## Demografia
| 1962                                       | 1968 | 1975 | 1982 | 1990 | 1999 | 2005 |
| ------------------------------------------ | ---- | ---- | ---- | ---- | ---- | ---- |
| 1950                                       | 2252 | 2895 | 3185 | 3510 | 3842 | 4664 |
| Des de 1962: població sense dobles comptes |      |      |      |      |      |      |

## Administració
| Període   | Identitat        | Partit |
| --------- | ---------------- | ------ |
| 1965-1977 | Mathurin Auffray |        |
| 1977-1989 | Louis Marteil    |        |
| 1989-2001 | Marcel Chaplain  | Centre |
| 2001-     | Michel Hinault   |        |

## Personatges il·lustres
- Bernard Hinault, ciclista
- Roger Flouriot, escriptor